# Mariano Bertuchi
Mariano Bertuchi est un peintre espagnol né à Grenade, le 6 février 1884 et mort à Tétouan le 20 juin 1955. Il s'illustre dans le style orientaliste, considéré comme le peintre du Protectorat Espagnol, et peint des paysages du Maroc et la vie quotidienne de ses habitants. Lorsqu'il s'installa à Tétouan, où il resta jusqu'à la fin de sa vie, il deviendra Inspecteur des Services des Beaux Arts, et dirigea l'École des Beaux Arts indigènes de Tétouan, tout en conduisant la direction artistique de plusieurs revues et magazines et multipliant les partenariats de créations d'affiches publicitaires et de timbres postaux. Son importante activité d'enseignement et de défense du patrimoine culturel traditionnel fut un apport considérable pour le développement culturel du Maroc durant le Protectorat.

## Biographie
Né à Grenade en 1884,il est issu d'une famille originaire de l'île de Malte, ayant émigré à Grenade après l'invasion napoléonienne au XVIIIe siècle. Il réalise plusieurs voyages au Maroc tout au long de sa vie, passant par les villes de Sebta, Chefchaouen, Tanger, El Hoceima et finalement Tétouan, où il s'établit jusqu'en 1955.

### Jeunesse et débuts
Bertuchi commence sa formation dans l'atelier du maître Eduardo Garcia Guerra et Joseph De Larrocha, puis fait ses études artistiques à l'Académie Régionale des Beaux Arts de Malaga avant de les poursuivre à Madrid. Commencent alors des séjours tout au long de la côte sud de la mer Méditerranée et en Afrique du Nord. Il s'y rend pour la première fois à l’âge de 15 ans avec l'interprète du général O’Donnell, en 1899, puis présente à Grenade  ses œuvres Le Souk de Tanger et Marché aux fruits, ainsi que Le Christ de la Lumière. Durant l'été 1900, âgé de 16 ans, il retourne à Tanger, pour peindre un tableau pour le ministre  britannique résidant à Tanger. Cette même année il est présenté à Madrid au Cercle Biennal, et y continue sa participation l'année suivante.
En 1903-1904, il retourne au Maghreb pendant la guerre civile marocaine en tant que reporter-graphiste, faisant 10 huiles sur carton qui ont été publiés dans la revue La Ilustración Española y Americana, et y retourne avec le même poste, suivant l'armée pendant la guerre du Rif.
Le 8 août 1908, après la mort de ses parents, il se marie avec Esperanza Malaga Brotons Espinosa, et le 23 juillet 1909 nait son fils unique Fernando.

### Bertuchi àCeuta
En 1918, Bertuchi et sa famille s'installent à Ceuta, et dès les premières années il commence à dessiner les affiches publicitaires de la ligne de Chemin de Fer Ceuta-Tétouan qu'il poursuivra pendant les 20 années suivantes. Entre 1919 et 1923, Mariano Bertuchi intègre le poste d'adjoint au maire à la Mairie de Ceuta et s'occupe jusqu'en 1926 de différents travaux dans la ville comme les fenêtres de l'escalier principal de la ville de Ceuta, pour lequel il a dessiné  la verrerie vénitienne, la décoration du Casino Africaniste de Ceuta, un cadre dédié à la Commerce, de l'Industrie et de l'Agriculture, la décoration de l'hôtel de ville (dont des peintures qui ornent les trônes royaux de la salle du Trône) ou la restauration de l'étendard royal de la ville.
Le 20 juillet 1922 il fait officiellement partie de l'Académie royale des beaux-arts de San Fernando, et travaille la même année en partenariat avec la Revista de Tropas Coloniales, et l'année suivante il recevra la Croix du mérite militaire.

### Bertuchi au Maroc
En 1928, son fils Ferdinand commence ses études universitaires tandis que Bertuchi et sa femme partent s'installer à Tétouan, où il est nommé Inspecteur en Chef des Services des Beaux-Arts et d'Artisanat indigène du Protectorat du Maroc. Il accorde un soin particulier à la préservation du patrimoine culturel du Maroc et réalise le Pavillon Marocain de l'Exposition ibéro-américaine de 1929 de Séville.
En juin 1930, il est nommé directeur de l'École des Arts Indigènes de Tétouan et Tagsut - leur donnant une grande impulsion - et s'occupe d'autres institutions que Mohammed V souhaite garder après l’indépendance, avec l'intention de réunir dans les ateliers de ces écoles les meilleurs professeurs de l'artisanat et du folklore marocain pour essayer de transmettre ces connaissances aux générations suivantes. En 1947 cette école comprend des ateliers de menuiserie, peinture décorative mauresque, argenterie, luminaires, incrustation d'argent, tapis, boiserie et sculpture, cuir, broderie, cuir estampé en or, chaudières, mosaïques, poterie, céramiques décorés, et de tissage à la main. Cette école existe encore aujourd'hui et contribue à former les artistes marocains.
En 1935, à l'âge de 51 ans, il reçoit l'Ordre d'Alphonse le Sage pour la sauvegarde de l'artisanat marocain, pour son importante activité d'enseignement et de défense du patrimoine culturel traditionnel, et pour avoir fait de Tétouan la capitale artistique du Maghreb. Dix ans plus tard, il ouvre une école préparatoire pour les jeunes Marocains qui souhaitent rentrer à l'Académie espagnole des Beaux-Arts. 
En plus de son travail à dans l'École des Arts Indigènes, il continue la peinture à l'huile, les aquarelles, les encres et les gravures, avec des thèmes folkloriques, décrivant l'histoire contemporaine, le paysage et la décoration maghrébine, ainsi que la création d'affiches publicitaires et de dessins de timbres et la collaboration avec les magazines et revues locaux. 
En 1947, en qualité d'inspecteur des Beaux-Arts du Protectorat Espagnol, il participe à la restauration du palais du Khalifa de Tétouan et de la façade extérieure du sanctuaire de Sidi Ali bugaleb à Alcazarquivir, et le 29 juillet 1948, il inaugure le Musée Marocain.
Mariano Bertuchi décède à Tétouan le 20 juin 1955 à l'âge de 71 ans. Le lendemain, accompagné d'un impressionnant cortège formé par sa famille et les premières autorités civiles et militaires du Protectorat, son corps est transféré de son domicile à la rue Generalísimo, au cimetière catholique de Tétouan.

## Son style
Mariano Bertuchi est généralement connu comme le grand peintre du Protectorat, le peintre du Maroc. Grâce à son œuvre, le spectateur peut se représenter cette  période de pacification dans le nord du Maroc par l'armée espagnole. Son travail est peu connu car il n'est pas facile d'identifier toutes ses œuvres, notamment dans sa réalisation de timbres et d'affiches publicitaires. 
Son activité  de peintre est principalement inspirée par les paysages urbains de Tétouan et Chefchaouen : marchés, cafés, jardins, rues, scène de vie quotidienne, fêtes et cérémonies, panoramas de la vie et du peuple maghrébin. Infatigable, il peint essentiellement à l'huile et à l'aquarelle, mais il se consacre aussi au dessin et à la gravure. La réputation de Bertuchi fut  telle que la quasi-totalité des émissions postales du Protectorat reproduit ses œuvres, ses tableaux et ses dessins sur différents sujets, comme des thèmes andalous, la tauromachie, la peinture militaire, les paysages et les arabesques, et bien sûr le peuple marocain. Ses peintures atteignent la maturité à cette époque, toujours imprégnées de la lumière de la Méditerranée. Son style montre l'importance des jeux de lumières et d'ombres, qui font penser au travail impressionniste de Joaquín Sorolla (1863-1923). Mais pourtant, il sera parfois qualifié de « rigide et officialiste ».
La préservation du patrimoine traditionnel fait également la particularité de ce personnage, et son désir d'agir avec le plus grand respect pour les monuments marocains l'ont conduit à faire connaître de manière extrêmement rigoureuse les réformes urbaines des bâtiments ou des sites d'intérêt historique ou artistique, en défendant toujours l'authenticité de Tétouan.

## Distinctions
- 1893 Membre d'Honneur du Lycée Artistique et Littéraire de Grenade.
- 1907 Médaille d'Or de la Croix Rouge.
- 1923 Croix du Mérite Militaire.
- 1928 Médaille de la Paix du Maroc.
- 1930 Diplôme d'Honneur de l'Exposition Ibérico-Américaine de Séville.
- 1933 Ordre Civil d'Afrique.
- 1936 Commandeur de l'Ordre de la Couronne d'Italie.
- 1941 Commandeur de l'Ordre d'Isabel la Catholique.
- 1944 Médaille d'Or de la Caja Postal de Ahorros.
- 1945 Hommage à «Mariano Bertuchi» par l'Association de la Presse de Grenade et Médaille de l'Ordre de Alfonso X el Sabio.
- 1949 Grande Croix de l'Ordre de la Medhauia et Médaille d'Argent de Première Classe du Mérite au Travail.
- 1950 Médaille d'Argent de la ville de Tétouan.
- 1951 Chevalier de l'Ordre d'Afrique, avec la distinction de Commandeur.
- 1956 Hommage à «Mariano Bertuchi» par la revue Corral del Carbón de Grenade, Médaille des Peintres d'Afrique et Place commémorative devant sa maison d'enfance par la Mairie de Grenade.

## Responsabilités
- 1922 Académicien correspondant des Beaux Arts de San Fernando de Madrid.
- 1925 Directeur artistique de la revue África, Revista de Tropas Coloniales de Ceuta.
- 1928 Inspecteur en Chef des Services de Beaux Artes et Artisanat Indigène du Protectorat Espagnol au Maroc.
- 1929 Directeur de l'École des Arts Indigènes de Tetuán et Targsut.
- 1930 Directeur de l'École de Alfombras de Xauen.
- 1943 Directeur du Musée Marocain de Tetuán.
- 1944 Délégué Général au Maroc de l'Association de Peintres et Sculpteurs d'Espagne.
- 1946 Directeur de l'École Préparatoire de Beaux Arts de Tétouan.
- 1947 Professeur de l'École Préparatoire de Beaux Arts de Tétouan.
- 1950 Académicien correspondant des Beaux Arts de Santa Isabel de Hungría de Séville.
- 1952 Porte-parole du Conseil de Rédaction de la revue Investigación Histórica y Científica.
- 1953 Académicien correspondant des Beaux Arts de São Paulo au Brésil.
- 1954 Porte-parole du Patronat d'Enseignement Secondaire et Professionnel du Maroc.
- 1955 Académicien correspondent des Beaux Arts et de Sciences Historiques de Tolède.
- 1956 Président du Conseil Supérieur de Monuments Artistiques et Historiques du Maroc.

## Héritage
Auteur d'une grande pédagogie dont il s'est servi pour donner sens et vie à l'art populaire marocain en matière d'artisanat comme dans le domaine pur des beaux-arts, créant deux établissements uniques dans leur genre dans le monde arabe à savoir l'école des métiers d'art et l'école devenue aujourd'hui le seul institut national des beaux-arts du Maroc, à Tétouan, Bertuchi a laissé aussi son empreinte sur une tradition et une école artistique devenue la base de départ de plusieurs artistes contemporains espagnols et marocains comme Meki Megara). Plus de cinquante ans après son décès, le peintre espagnol Mariao Bertuchi est dignement célébré des deux côtés de la Méditerranée, montrant ainsi les influences et liaisons mutuelles possibles entre ses deux pays aux cultures et à l'histoire si proche, comme l'avait fait avant lui d'autres peintres espagnols tels que Mariano Fortuny Josep Tapiró i Baró. Cette influence grandiose de cette artiste s'illustre par les multiples expositions, rétrospectives et hommages réalisés aussi bien en Espagne qu'au Maroc. 

### Expositions
- 1956 Hommage à Mariano Bertuchi - Corral charbon de Grenade.
- 1967 Peintres de l'École de Tétouan et Exposition Hommage Bertuchi - Madrid.
- 1971 Mariano Bertuchi - Galerie d'art municipale de Ceuta.
- 1987 Peintres orientalistes des XIXe et XXe siècles - Galerie d'art du musée du Louvre.
- 1988 Peinture orientaliste espagnole - Fundación Banco Exterior de Madrid.
- 1991 L'eau, la lumière et la couleur de Grenade vue par ses peintres - Emasagra Exhibition Hall de Grenade.
- 1992 Dix-huit peintres marocains et espagnols de l'école de Tétouan - Pavillon du Maroc de Séville et Mariano Bertuchi - Mariano Bertuchi Exhibition Hall par Ministère marocain de la Culture et Gouvernement de l'Andalousie à Tétouan.
- 1993 Mariano Bertuchi. Illustrations. Hall d'exposition de Caja Madrid.
- 1999 Le Temps du Maroc - Mairie du Vle de Paris et Les transits, Artistes espagnols avant et après la guerre civile - Caja Madrid.
- 2000 Mariano Bertuchi, Peintre du Maroc - Académie royale des Beaux-Arts de San Fernando à Madrid, École des Arts et Métiers de Tétouan, et Wafabank Exhibition Hall de Casablanca.
- 2001 Rêves et cauchemars, La guerre civile espagnole - Imperial War Museum de Londres[9].
- 2002 Mariano Bertuchi, Huiles -  Palais des Gouverneurs de Cadix.
- 2004 Mariano Bertuchi, Aquarelles - Palais des Gouverneurs de Cadix et Mariano Bertuchi, Peintre du Maroc - Centre de congrès de Málaga.
- 2005 Hommage à Mariano Bertuchi - Centre Hassan II à Assilah, Maroc[10].
- 2006 Mariano Bertuchi, 50 ans plus tard - Institut Cervantes d'Espagne. Expositions à Tetouan, Tanger, Rabat, Casablanca, Fès, Málaga, Cordoue, Alcalá de Henares, Malaga, Madrid[11].
- 2008 Mariano Bertuchi, de Granada a Marruecos, de la Medina a la Alhambra - École d'Études Arabes de Grenade[12].